# Whitney Boomerang
Die Whitney Boomerang DW200 ist ein Schulflugzeug des australischen Herstellers Dean-Wilson Aviation Ltd.

## Geschichte und Konstruktion
Die Whitney Boomerang DW200 ist ein zweisitziger Tiefdecker mit festem Bugradfahrwerk, konventionellem Leitwerk und vollständig Metall beplankt. Die Maschine wurde von der Dean-Wilson Aviation als zweisitziges Schulflugzeug entwickelt, wobei sie als kostengünstige Alternative zu Cessna 152 und Piper PA-38 konzipiert und auch für Instrumentenflug zugelassen ist. Das Flugzeug wird von einem Lycoming O-235 angetrieben.  

## Technische Daten
| Kenngröße             | Daten                                            |
| --------------------- | ------------------------------------------------ |
| Besatzung             | 1                                                |
| Passagiere            | 1                                                |
| Länge                 | 6,46 m                                           |
| Spannweite            | 9,80 m                                           |
| Höhe                  | ? m                                              |
| Flügelfläche          | 13,72 m²                                         |
| Nutzlast              | 225 kg                                           |
| Leermasse             | 600 kg                                           |
| max. Startmasse       | 825 kg                                           |
| Reisegeschwindigkeit  | 176 km/h                                         |
| Höchstgeschwindigkeit | 282 km/h                                         |
| Dienstgipfelhöhe      | ? m                                              |
| Reichweite            | ? km                                             |
| Triebwerke            | 1 × Textron Lycoming O-235 Kolbenmotor mit 88 kW |